# Johann Friedrich Treml
Johann Friedrich Treml (Vienna, 8 gennaio 1816 – Vienna, 13 giugno 1852) è stato un pittore austriaco.

## Biografia

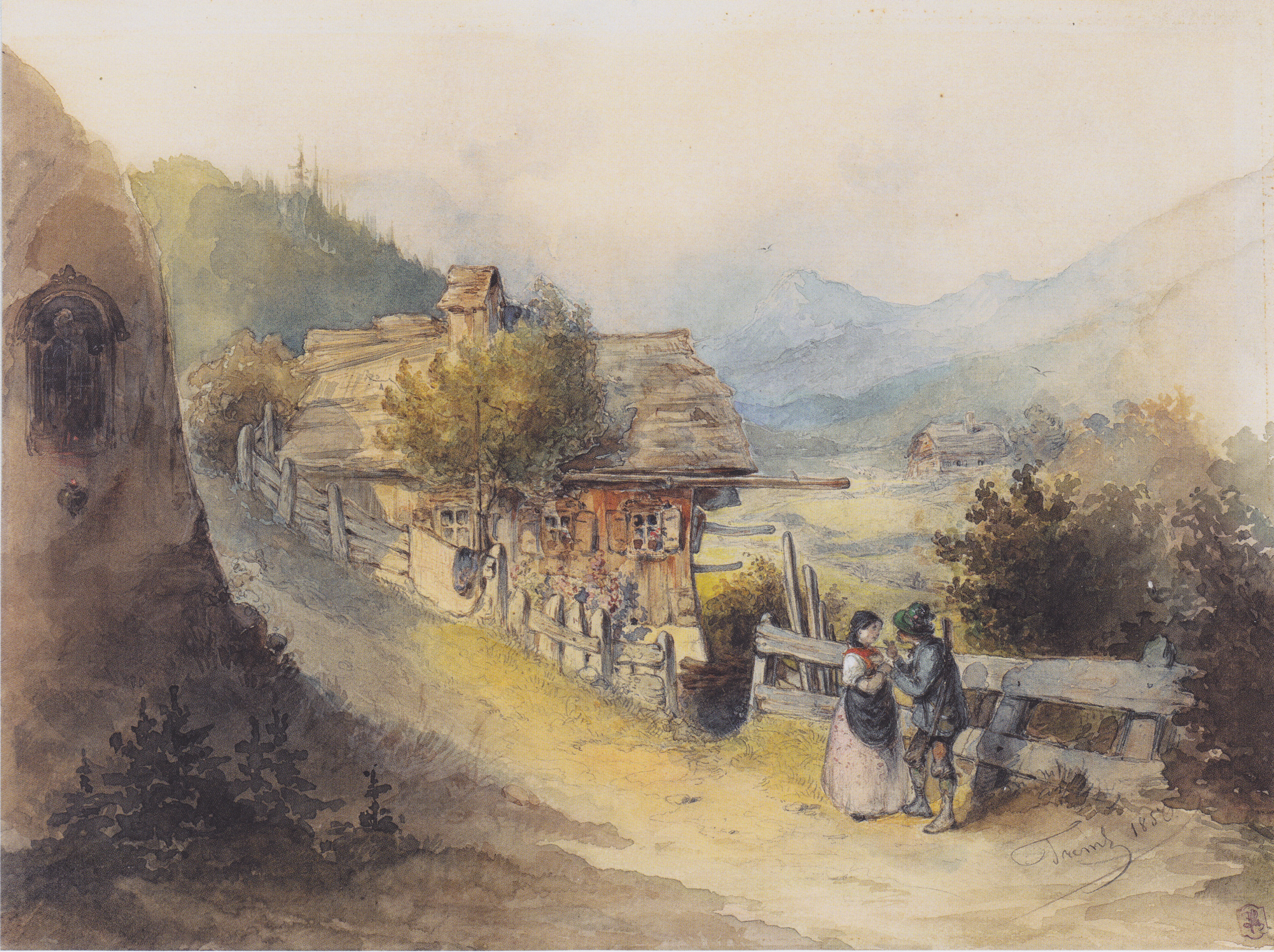
Incontro in montagna, 1850, Collezione privata

Treml fu tra i numerosi pittori di genere formatisi in quel periodo all'Accademia. Protetto da Peter Fendi, ne sposò la nipote. I suoi dipinti hanno come soggetto esclusivo la vita militare, interpretata però in modo contemplativo: rare sono le scene che dedica ai momenti di combattimento, come nel piccolo Corazziere ferito in un granaio del 1840 ora nel di Vienna, nel quale in ogni caso la battaglia che si scorge in lontananza è ambientata in un clima dal tono idilliaco.
Molti suoi dipinti ed acquarelli sono conservati nel Museo dell'Esercito a Vienna.